# 乔治·马东 (运动员)
乔治·马东（法語：Georges Maton，1913年10月26日—1998年7月6日），法国男子自行车运动员。他曾代表法国参加1936年夏季奥林匹克运动会自行车比赛，获得男子双人自行车赛铜牌。